# نهج الاستدلال الإثباتي
في نظرية اتخاذ القرار، يعتبر نهج الاستدلال الإثباتي (ER)، هو تحليل متعدد المعايير لاتخاذ القرار (MCDA) عام وقائم على الأدلة للتعامل مع المشاكل التي بها معايير كمية ونوعية في إطار مختلف أوجه عدم التيقن بما في ذلك الجهل والعشوائية. وتم استخدامه لدعم العديد من أنشطة تحليل القرارات والقياس والتقييم مثل تقييم الأثر البيئي والتقييم الذاتي المؤسسي القائم على مجموعة من نماذج الجودة.

## نظرة عامة
تم تطوير نهج الاستدلال الإثباتي مؤخرًا على أساس نظرية اتخاذ القرار لا سيما نظرية المنفعة و الذكاء الاصطناعي لا سيما نظرية الأدلة، والتحليل الإحصائي وتكنولوجيا الكمبيوتر. ويستخدم هذا النهج بنية الاعتقاد لصياغة التقييم في ظل أوجه عدم التيقن، ومصفوفة اتخاذ القرار القائم على الاعتقاد لتمثيل تحليل متعدد المعايير لاتخاذ القرار في ظل عدم التيقن وخوارزميات الاستدلال الإثباتي لتجميع المعايير الخاصة بإنشاء التقييمات الموزعة ومفاهيم الاعتقاد ووظائف المعقولية لخلق فاصل فائدة لقياس درجة الجهل. تُعتبر مصفوفة اتخاذ القرار التقليدية المستخدمة لنمذجة مشكلة التحليل متعدد المعايير لاتخاذ القرار حالة خاصة من مصفوفة اتخاذ القرار القائم على الاعتقاد.
يؤدي استخدام مصفوفات اتخاذ القرار القائم على الاعتقاد الخاصة بنمذجة مشكلة التحليل متعدد المعايير لاتخاذ القرار في نهج الاستدلال الإثباتي إلى السمات التالية:
1. يمكن تمثيل تقييم أحد الخيارات بشكل أكثر موثوقية وواقعية عن طريق مصفوفة اتخاذ القرار القائم على الاعتقاد مقارنة بمصفوفة اتخاذ القرار التقليدية.
2. قبول بيانات الصيغ المختلفة مع أنواع مختلفة من أوجه عدم التيقن باعتبارها مدخلات مثل القيم العددية الفردية وتوزيع الاحتمالية والأحكام الذاتية مع درجة الاعتقاد.
3. إتاحة جميع المعلومات المتوفرة المدمجة في مختلف تنسيقات البيانات، بما في ذلك البيانات النوعية وغير المكتملة، لإدراجها بأقصى حد في عمليات التقييم وصناعة القرار.
4. إتاحة تقديم نتائج التقييم بطريقة مفيدة معلوماتيًا أكثر.

يتم تنفيذ نهج الاستدلال الإثباتي في أداة برمجيات تُسمى النظام الذكي لاتخاذ القرار.